# Regulación de lanzallamas en los Estados Unidos

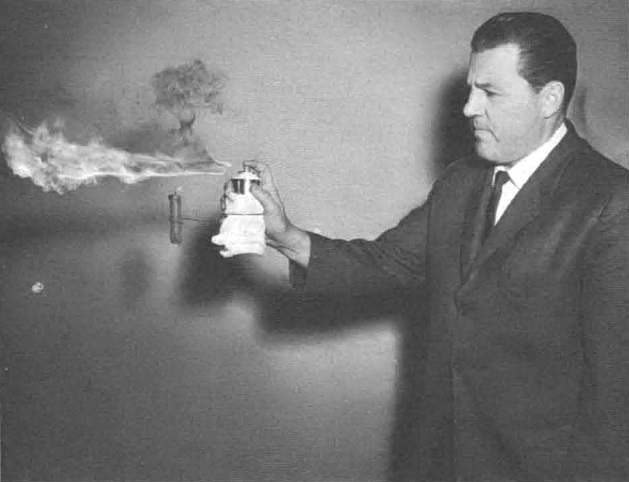
El teniente del FBI Oliver R. Bailey demuestra el uso de un lanzallamas improvisado con una lata de aerosol en 1964.

En los Estados Unidos, los lanzallamas son ampliamente legales para uso y propiedad personal. California requiere un permiso para la propiedad de un lanzallamas, y solo Maryland ha prohibido por completo su propiedad y uso. No existen leyes federales con respecto a los lanzallamas, ya que la Agencia de Alcohol, Tabaco, Armas de Fuego y Explosivos no los considera un arma.
Estados Unidos es parte de la Convención sobre Ciertas Armas Convencionales, un tratado internacional que prohíbe el uso militar de ciertas armas, incluidos los lanzallamas. Sin embargo, la convención no regula el uso de lanzallamas fuera de las aplicaciones militares. 

## Historia del uso civil de lanzallamas

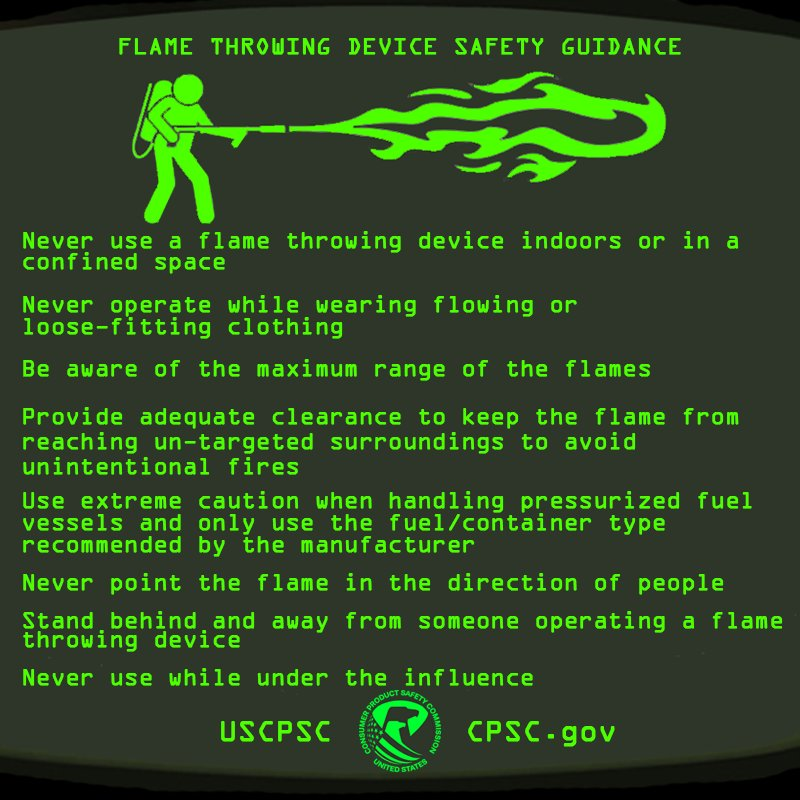
Pautas de seguridad para el uso civil de lanzallamas, publicadas por la Comisión de Seguridad de Productos del Consumidor de los Estados Unidos en 2018.

Dos nuevas empresas comenzaron a producir y vender lanzallamas para uso civil en los Estados Unidos en 2015, Throwflame, con sede en Cleveland, e Ion Productions Team, con sede en Detroit. Si bien reconocieron que muchos compradores querían lanzallamas simplemente por diversión, ambas compañías identificaron usos civiles genuinos de los lanzallamas, incluidos el controlar la maleza y para iniciar quemas controladas.
En 2018, la Comisión de Seguridad de Productos del Consumidor de Estados Unidos (CSPC) emitió una guía sobre el funcionamiento seguro de los lanzallamas, y el creador de la guía, Joseph Galbo, reconoció que «si bien la CSPC no había recibido informes de lesiones con lanzallamas, parecía prudente ofrecer consejos de seguridad al público». tras la introducción de lanzallamas civiles más potentes ese año. En el mismo año, The Boring Company introdujo un «lanzallamas» que era en realidad un soplete con forma de pistola y, por lo tanto, su uso es legal en todos los estados de los Estados Unidos excepto Maryland. La venta atrajo críticas, con el político Miguel Santiago buscando introducir una legislación que prohibiría las ventas del dispositivo en California.

## Normativa existente
Maryland es el único estado de los Estados Unidos que prohíbe por completo los lanzallamas. Poseer y/o usar un lanzallamas en Maryland se castiga con una multa de $250,000 y/o hasta 25 años de prisión. También están fuertemente restringidos en California, pero se pueden adquirir permisos para su uso en circunstancias limitadas, principalmente en la producción y filmación de películas y programas de televisión. En los otros 48 estados y el Distrito de Columbia, no existen restricciones a nivel estatal o federal sobre su uso o propiedad, aunque algunos pueblos, ciudades y otros municipios las regulan. El uso o exhibición de un lanzallamas en un parque nacional no está permitido y podría resultar en cargos por causar disturbios, según el entonces Jefe Regional de Guardaparques de la Región del Capitolio Nacional, William Reynolds.

## Intento de legislación federal
En 2015, el representante Eliot Engel presentó la Flamethrowers? Really? Act («Ley ¿Lanzallamas? ¿En serio?») en el 114.º Congreso, que regularía los lanzallamas de manera idéntica a las ametralladoras, que durante mucho tiempo han sido en gran medida ilegales para los civiles en los Estados Unidos. Este proyecto de ley fue remitido al Subcomité de Delitos, Terrorismo, Seguridad Nacional e Investigaciones, pero no se tomaron más medidas al respecto. Irónicamente, la posibilidad de prohibir potencialmente los lanzallamas aumentó la conciencia de su legalidad, y el director ejecutivo de Ion Productions Team le dijo a Ars Technica en 2015: «Hemos recibido una gran cantidad de apoyo de la policía, los bomberos, nuestros clientes y las partes interesadas con respecto a mantenerlos legales».

## Intentos de legislación estatal
El senador estatal de Nueva York, John Brooks, presentó un proyecto de ley en el Senado estatal en 2019 que criminalizaría el uso recreativo de lanzallamas, al tiempo que permitiría su uso «con fines agrícolas, de construcción o de colección histórica». A marzo de 2022, este proyecto de ley se encuentra en un comité del Senado y parece estar estancado.